# Rutebeuf
Rutebeuf   (Xampanya, c. 1245 - c. 1285) va ser un dels escriptors francesos en llengua romànica més important de l'època medieval; la seva obra fou escrita en el període comprès entre 1250 i 1280. La vie de sainte Marie l'égyptienne és una de les seves obres més conegudes.

## Biografia
Moltes dades de la seva biografia ens són desconegudes. Es creu que va néixer a la Xampanya, al voltant de l'any 1230, tenia una sòlida formació i va exercir de trobador. Va estar casat dues vegades (la segona l'any 1261). La seva carrera literària va desenvolupar-se a la ciutat de Paris, sota la protecció del comte de Poitiers, germà del rei Lluís IX. Va intervenir activament en política, en favor de la causa liberal i en contra dels ordes mendicants (dominics i franciscans) i va defensar les Croades. Va morir probablement l'any 1285.
Va practicar una extraordinària varietat de gèneres literaris i ens ha llegat obres poètiques de caràcter hagiogràfic (vides de sants), al·legòric, satíric (qualsevol estament és objecte de les seves sàtires), dramàtic i diversos fabliaux. Léo Ferré va dedicar-li una cançó l'any 1955 sota el nom de “Pauvre Rutebeuf”.

## Producció literària
Les obres conservades d'aquest autor són nombroses. Entre elles podem fer la següent selecció:
1) La vie de sainte Marie l'égyptienne on incideix sobre un tema molt popular en aquell període. Ens descriu la vida de Maria (Maria Egipcíaca), una prostituta d'Alexandria, que arribada a Jerusalem com a peregrina, i per efecte sobrenatural, es penedeix dels seus pecats i destina la resta de la seva vida a l'oració, en el desert.
2) La pauvreté de Rutebeuf, potser el poema més representatiu de l'autor, és una obra autobiogràfica on se´ns mostra amb una pobresa extrema i on demana ajuda econòmica al rei de França.
3) Le testament de l'asne és un conte escrit entre 1253 i 1254, de caràcter satíric, on l'autor critica les falses amistats i ens mostra el poder del diner.
4) Dit de l'herberie és un poema satíric on es critica l'enginy de l'herborista que pretén convèncer de les qualitats miraculoses de les herbes medicinals, útils per qualsevol patologia.
5) Le miracle de Téophile és una peça de teatre que reviu un tema clàssic. Teòfil, a fi de recuperar els seus béns, ven la seva ànima al diable; set anys més tard, penedit, prega a la Verge que l'ajudi a trencar aquest pacte.